# Emilio Ucar
Emilio Ucar (1910 - 1984) fue un poeta uruguayo, considerado integrante de la Generación del 45, conformada por escritores como Mario Benedetti, Juan Carlos Onetti, Ángel Rama, Idea Vilariño, entre otros.

## Biografía
Su primera publicación, Girasol, apareció en 1944 aunque Ucar ya publicaba poemas desde 1928. Con su segundo libro, “Se asesina la flor” el escritor logró el Primer Premio de Poesía y el Premio General en el Concurso de Literatura organizado por el Centro de Estudiantes de Derecho de Montevideo en 1945.  Formó parte de la redacción de la revista Deslinde.
Además de poesías, publicó crítica y ensayos de diverso tipo.

## Obra

### Poesía
- Girasol (1944)
- Se asesina la flor (1946)
- Hoy, cada día (1960)

### Novela
- El gran parto, trece niños de lana se escarban la nariz (1948), en coautoría con Cristóbal D. Otero y Ernesto Maya (hijo)

### Artículos
- Eugen Relgis entre nosotros (1950), publicado en Resalto, no. 3, p. 49-55.